# Dibrombenzole
Die Dibrombenzole bilden in der Chemie eine Stoffgruppe, bestehend aus einem Benzolring mit zwei Bromatomen (–Br) als Substituenten. Durch deren unterschiedliche Anordnung (ortho, meta oder para) ergeben sich drei Konstitutionsisomere mit der Summenformel C6H4Br2.

## Vertreter
| Gefahrensymbol | Gefahrensymbol |

| Gefahrensymbol |

| Gefahrensymbol | Gefahrensymbol |

## Eigenschaften
Die Siedepunkte der drei Isomere sind praktisch gleich, während sich ihre Schmelzpunkte deutlicher unterscheiden. Das 1,4-Dibrombenzol, welches die höchste Symmetrie aufweist, besitzt den höchsten Schmelzpunkt.

## Darstellung
Durch erneute Bromierung (Zweitsubstitution) von Brombenzol mit Brom und Eisen(III)-bromid entstehen Gemische der drei Isomere, wobei das meta-Derivat nur in geringen Mengen anfällt. Das Verhältnis ortho/meta/para beträgt 13 % / 2 % / 85 %. Aus den Phenylendiaminen sind die Dibrombenzole durch Diazotierung beider Aminogruppen und anschließender Zugabe von Kupfer(I)-bromid darstellbar (Sandmeyer-Reaktion).